# The Hebrew Hammer
Pour plus de détails, voir Fiche technique et Distribution.
The Hebrew Hammer est un film de Noël américain réalisé par Jonathan Kesselman, sorti en 2003. Le film est une parodie des films de blaxploitation avec un héros juif. Mario Van Peebles y reprend d'ailleurs son rôle de Sweet Sweetback's Baadasssss Song pour un caméo.

## Synopsis
Mordechai Jefferson Carver est un héros local qui a décidé de défendre la communauté juive. Noël approche et les tensions entre Chrétiens et Juifs augmentent.

## Fiche technique
- Titre : The Hebrew Hammer
- Réalisation : Jonathan Kesselman
- Scénario : Jonathan Kesselman
- Musique : Michael Cohen
- Photographie : Kurt Brabbee
- Montage : Dean Holland
- Production : Lisa Fragner, Josh Kesselman et Sofia Sondervan
- Société de production : Intrinsic Value Films, Comedy Central Films, ContentFilm et Jericho Entertainment
- Pays :  États-Unis
- Genre : Comédie
- Durée : 85 minutes
- Dates de sortie : 
  -  États-Unis : 8 décembre 2003 (télévision), 19 décembre 2003

## Distribution
- Adam Goldberg : Mordechai Jefferson Carver
- Judy Greer : Esther Bloomenbergensteinenthal
- Andy Dick : Damian Claus
- Mario Van Peebles : Mohammed Ali Paula Abdul Rahim
- Peter Coyote : JJL Chief Bloomenbergensteinenthal
- Nora Dunn : Mme. Carver
- Sean Whalen : Tiny Tim
- Tony Cox : Jamal
- Richard Riehle : le père Noël
- Melvin Van Peebles : Sweetback
- Rachel Dratch : Tikva
- Harrison Chad : Schlomo
- Jim Petersmith : Skinhead Bartender
- Annie McEnroe : Mme. Highsmith
- Grant Rosenmeyer :Mordechai jeune
- Alex Corrado : Tony
- Brad Duck : Jimmy
- Ed Koch : Ed Koch
- Woodrow W. Asai : Mun Chi

## Accueil
Le film a reçu un accueil mitigé de la critique. Il obtient un score moyen de 41 % sur Metacritic.